# Israel Lyons
Israel Lyons Młodszy (ur. 1739, zm. 1775) – brytyjski matematyk i botanik pochodzenia żydowskiego. 

## Życiorys
Urodził się w Cambridge w rodzinie Israela Lyonsa starszego (zm. 1770). Uważany za cudowne dziecko, szczególnie w dziedzinie matematyki. Z tego względu Robert Smith, master Trinity College, wziął go pod swoje skrzydła i sfinansował jego studia na Cambridge.
Ze względu na swoje skromne żydowskie pochodzenie, Lyons nie otrzymał zezwolenia na zostanie oficjalnym członkiem University of Cambridge. Niemniej jego błyskotliwość zaowocowała publikacją matematycznego dzieła Treaty of Fluxions (Traktatu o Fluksji), wydanego w wieku 19 lat. W kilka lat później Lyons opublikował także wyniki swoich badań nad przeglądem flory okolic miasta Cambridge. Jeden ze studentów Oxfordu, przyszły botanik Joseph Banks, zapłacił Lyonsowi za wygłoszenie serii wykładów z botaniki na Uniwersytecie Oksfordzkim. Z kolei Astronom Królewski najął Lyonsa do wykonania brakujących obliczeń astronomicznych niezbędnych do ukończenia przygotowywanego podówczas Almanachu Nautycznego. W późniejszym okresie Banks zapewnił Lyonsowi pozycję astronoma w brytyjskiej ekspedycji na biegun północny w 1773 roku, kierowanej przez Constantine’a Phippsa, 2. barona Mulgrave.
Lyons poślubił w marcu 1774 Phoebe Pearson, córkę Newmana Pearsona z Over w Cambridgeshire, i osiadł w londyńskim Rathbone Place. Tam zmarł na odrę 1 maja 1775, w wieku zaledwie 36 lat. Pozostawił po sobie nieukończoną pełną edycję dzieł Edmonda Halleya, której publikację sponsorowała Royal Society.
W nazwach naukowych roślin nazwy botaniczne roślin opisanych po raz pierwszy przez Lyonsa opatruje się skróconą formą jego nazwiska: Lyons.